# Torneig de les Cinc Nacions 1993
El Torneig de les Sis Nacions 1993 va ser el 64a edició en el format de cinc nacions i la 99a tenint en compte les edicions del Home Nations Championship. França va guanyar el torneig, malgrat una derrota per 16-15 contra Anglaterra en la primera jornada que va significar perdre el Grand Slam. El resultat final, però, va supondre la desena victòria absoluta de França al Cinc Nacions, amb exclusió de set títols compartits amb altres països. Anglaterra va guanyar la Copa Calcuta, mentre que cap de les seleccions va aconseguir la Triple Corona.

## Participants
| Nació      | Estadi           | Ciutat   | Entrenador       |
| ---------- | ---------------- | -------- | ---------------- |
| Anglaterra | Twickenham       | Londres  | Geoff Cooke      |
| França     | Parc des Princes | París    | Pierre Berbizier |
| Irlanda    | Lansdowne Road   | Dublín   | Gerry Murphy     |
| Escòcia    | Murrayfield      | Edimburg | Jim Telfer       |
| Gal·les    | National Stadium | Cardiff  | Alan Davies      |

## Classificació
| Posició | Nació      | Partits | Partits  | Partits  | Partits | Punts   | Punts     | Punts      | Taula de punts |
| Posició | Nació      | Jugats  | Guanyats | Empatats | Perduts | A Favor | En contra | Diferència | Taula de punts |
| ------- | ---------- | ------- | -------- | -------- | ------- | ------- | --------- | ---------- | -------------- |
| 1       | França     | 4       | 3        | 0        | 1       | 73      | 35        | +38        | 6              |
| 2       | Escòcia    | 4       | 2        | 0        | 2       | 50      | 40        | +10        | 4              |
| 3       | Irlanda    | 4       | 2        | 0        | 2       | 45      | 53        | -8         | 4              |
| 4       | Anglaterra | 4       | 2        | 0        | 2       | 52      | 52        | 0          | 4              |
| 5       | Gal·les    | 4       | 1        | 0        | 3       | 34      | 74        | −40        | 2              |

## Resultats
| Anglaterra                              | 16–15 | França                                                     | 1993-01-16 15:05 - Twickenham, Londres Assistència: 50 000 espectadors Àrbitre: J. M. Fleming (Escòcia) |
| Assaigs: Hunter Con: Webb Pen: Webb (3) |       | Assaigs: Saint-André (2) Con: Camberabero Pen: Camberabero | 1993-01-16 15:05 - Twickenham, Londres Assistència: 50 000 espectadors Àrbitre: J. M. Fleming (Escòcia) |

| Escòcia                                                  | 15–3 | Irlanda     | 1993-01-16 15:05 - Murrayfield, Edimburg Àrbitre: E. F. Morrison (England) |
| Assaigs: Stanger Stark Con: G. Hastings Pen: G. Hastings |      | Pen: Malone | 1993-01-16 15:05 - Murrayfield, Edimburg Àrbitre: E. F. Morrison (England) |

| França                                | 11–3 | Escòcia          | 1993-02-06 15:05 - Parc des Princes, París Assistència: 49 026 espectadors Àrbitre: W. D. Bevan (Gal·les) |
| Assaigs: Lacroix Pen: Camberabero (2) |      | Pen: G. Hastings | 1993-02-06 15:05 - Parc des Princes, París Assistència: 49 026 espectadors Àrbitre: W. D. Bevan (Gal·les) |

| Gal·les                                           | 10–9 | Anglaterra                   | 1993-02-06 15:05 - National Stadium, Cardiff Àrbitre: J. Dume (França) |
| Assaigs: I. Evans Con: N. Jenkins Pen: N. Jenkins |      | Pen: Webb (2) Drops: Guscott | 1993-02-06 15:05 - National Stadium, Cardiff Àrbitre: J. Dume (França) |

| Irlanda         | 6–21 | França                                                                              | 1993-02-20 15:05 - Lansdowne Road, Dublín Assistència: 60 000 espectadors Àrbitre: D. Leslie (Escòcia) |
| Pen: Malone (2) |      | Assaigs: Saint-André Sella Con: Camberabero Pen: Camberabero (2) Drops: Camberabero | 1993-02-20 15:05 - Lansdowne Road, Dublín Assistència: 60 000 espectadors Àrbitre: D. Leslie (Escòcia) |

| Escòcia                                | 20–0 | Gal·les | 1993-02-20 15:05 - Murrayfield, Edimburg Àrbitre: J. Dume (França) |
| Assaigs: Turnbull Pen: G. Hastings (5) |      |         | 1993-02-20 15:05 - Murrayfield, Edimburg Àrbitre: J. Dume (França) |

| Anglaterra                                                         | 26–12 | Escòcia                              | 1993-03-06 15:05 - Twickenham, Londres Àrbitre: B. W. Stirling (Irlanda) |
| Assaigs: Guscott R. Underwood T. Underwood Con: Webb Pen: Webb (3) |       | Pen: G. Hastings (3) Drops: Chalmers | 1993-03-06 15:05 - Twickenham, Londres Àrbitre: B. W. Stirling (Irlanda) |

| Gal·les                               | 14–19 | Irlanda                                                     | 1993-03-06 15:05 - National Stadium, Cardiff Àrbitre: A. R. MacNeill (Austràlia) |
| Assaigs: I. Evans Pen: N. Jenkins (3) |       | Assaigs: Robinson Con: Elwood Pen: Elwood (3) Drops: Clarke | 1993-03-06 15:05 - National Stadium, Cardiff Àrbitre: A. R. MacNeill (Austràlia) |

| França                                                    | 26–10 | Gal·les                                         | 1993-03-20 15:05 - Parc des Princes, París Assistència: 49 000 espectadors Àrbitre: O. E. Doyle (Irlanda) |
| Assaigs: Benetton (2) Lafond Con: Lafond Pen: Lacroix (3) |       | Assaigs: Walker Con: N. Jenkins Pen: N. Jenkins | 1993-03-20 15:05 - Parc des Princes, París Assistència: 49 000 espectadors Àrbitre: O. E. Doyle (Irlanda) |

| Irlanda                                           | 17–3 | Anglaterra | 1993-03-20 15:05 - Lansdowne Road, Dublín Àrbitre: A. R. MacNeill (Austràlia) |
| Assaigs: Galwey Pen: Elwood (2) Drops: Elwood (2) |      | Pen: Webb  | 1993-03-20 15:05 - Lansdowne Road, Dublín Àrbitre: A. R. MacNeill (Austràlia) |